# Jules Écorcheville
Jules Armand Joseph Écorcheville (ur. 17 lipca 1872 w Paryżu, zm. 19 lutego 1915 w Perthes-lès-Hurlus w departamencie Marna) – francuski muzykolog.

## Życiorys
Studia muzyczne odbył u Césara Francka w Paryżu, zajmował się też naukowo literaturą i historią sztuki. Odbył ponadto studia u Hugo Riemanna w Lipsku. W 1906 roku uzyskał stopień doktora na Sorbonie na podstawie pracy Vingt suites d’orchestre du XVIIe siècle français. Od 1898 roku działał na rzecz powołania francuskiej sekcji Société Internationale de Musique, którą współtworzył w 1904 roku wspólnie z Lionelem Dauriakiem. W 1907 roku przejął redagowanie „Mercure Musicale”, które przekształcił w „Bulletin Français de la SIM”. Publikował liczne artykuły w czasopismach muzycznych, poświęcone zagadnieniom historii muzyki i estetyce. Sporządził katalog zabytków dawnej muzyki francuskiej w zbiorach Biblioteki Narodowej w Paryżu (Catalogue du fonds de musique ancienne de la Bibliothèque Nationale (8 tomów, 1910–1914).
Zginął w bitwie podczas I wojny światowej.

## Ważniejsze prace
(na podstawie materiałów źródłowych)
- De Lully à Rameau 1690–1730. L’esthétique musicale (Paryż 1906)
- Corneille et la musique (Paryż 1907)
- Actes d'état civil des musiciens insinués au Châtelet de Paris (1539–1650) (Paryż 1907)